# Adrienne Clarkson

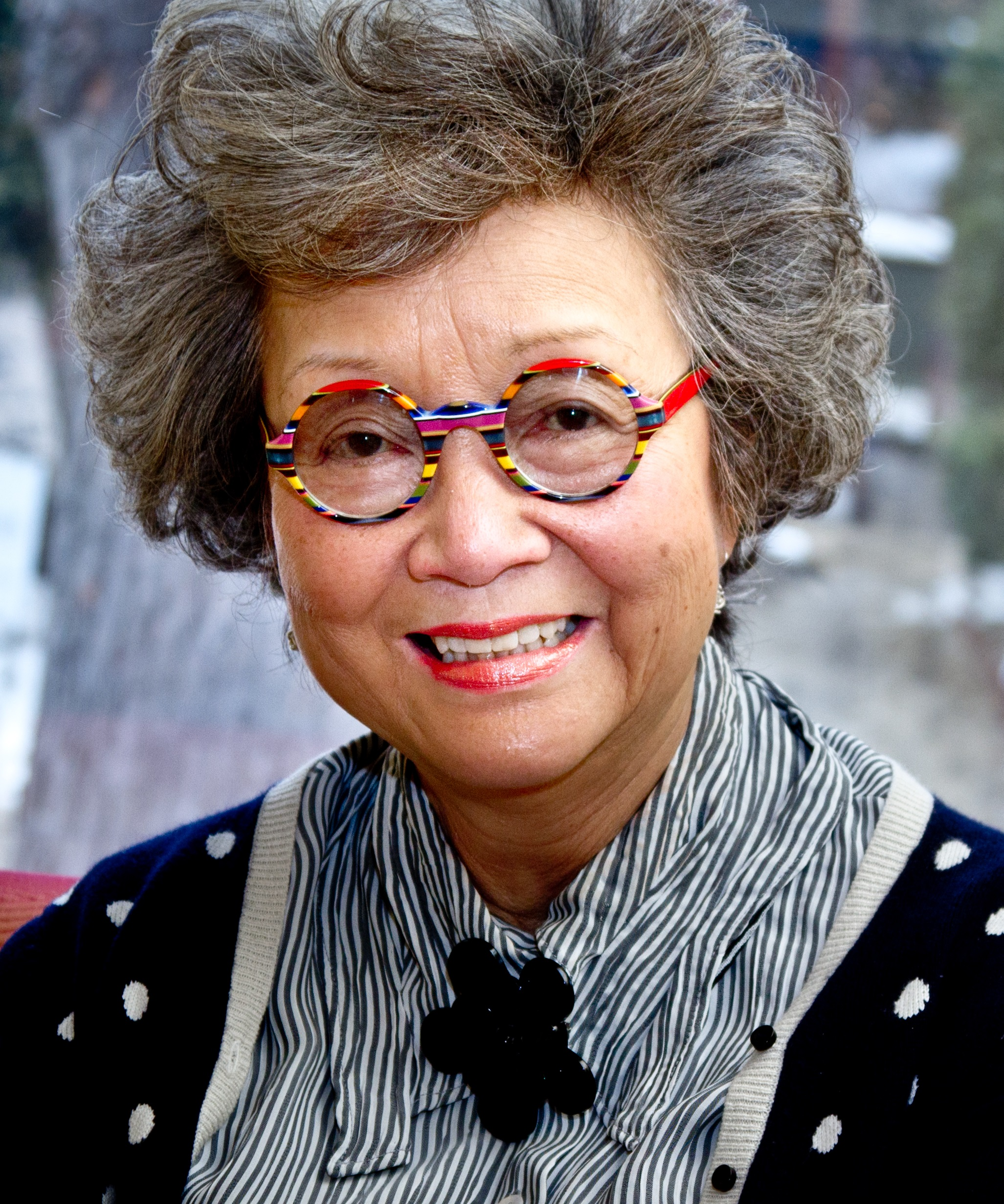
Adrienne Clarkson

Adrienne Clarkson, PC, CC (* 10. Februar 1939 in Hongkong, geborene Adrienne Louise Poy) ist eine Journalistin, Schriftstellerin und Diplomatin. 1942 kam sie mit ihren Eltern nach Kanada. Vom 7. Oktober 1999 bis zum 27. September 2005 war sie die Generalgouverneurin von Kanada und vertrat in diesem Amt Königin Elisabeth II. als Staatsoberhaupt. Durch die Vereidigung zum Generalgouverneur wurde sie Erster Genosse (englisch „Principal Companion“) des Order of Canada, der höchsten kanadischen Auszeichnung für Zivilpersonen, sowie Oberbefehlshaber der kanadischen Streitkräfte (protokollarisch: „Commander-in-Chief of Canada“). Dadurch war sie berechtigt den Titel Her Excellency The Right Honourable zu führen. Sie ist seit 1999 mit John Ralston Saul verheiratet.
1988 erhielt sie die Ehrendoktorwürde der Dalhousie University, im März 2022 das Große Verdienstkreuz der Bundesrepublik Deutschland.

## Werke (Auswahl)
- Heart matters. A menoir. Viking Canada, Toronto 2006, ISBN 0-670-06546-3.
- A lover more condoling. McClelland & Steward, Toronto 1968.